# クロイワザサ
クロイワザサ（Thuarea involuta (Forst.) R.Br.）は、熱帯の海岸にはえる草である。種子散布に特徴がある。

## 特徴
クロイワザサは、単子葉植物イネ科クロイワザサ属の多年生草本で、亜熱帯から熱帯の砂浜にはえる海浜植物である。砂浜をはい回る背の低い草で、葉の幅がササのようにやや広いので、チゴザサなどにやや似ている。
茎は長く横に這い、あちこちで枝分かれする。節ごとに葉をつけ、また根を下ろして地面に密着し、ところどころから立ち上がる茎を出す。この茎は高さ5-10cm位になる。葉には長い葉鞘があり、柔らかい毛がはえている。その先端の葉身は長さ2-5cm、鮮やかな緑で偏平かやや抱えるようになり、楕円形で先がとがる。
花は立ち上がる茎の先端に着く。花序の基部には花序と同じくらいの長さの一つの苞があり、花序の背中側がこの中に隠れている。花序は基部側に一つ（あるいは二つ）の雌小穂があり、それより先端側に数個の雄小穂がつく。小穂は半ば苞から顔を出し、雄蘂と小穂が白く、同じく白い雌蘂と共に顔を出のがよく目立ち、なかなかかわいい。
苞は雌花の受粉後にそれを囲むように先端が内側に向かって大きく曲がり、膨らんだ中空の包みのようになり、内側の果実を含んだままで基部から脱落する。これは抱え込んだ空気を浮きにして海水に浮くための構造であり、海流による分散のための適応と考えられている。

## 生育環境と分布
砂浜に特有の海浜植物であり、日本ではトカラ列島以南に分布し、その他旧熱帯地方の海岸線に広く分布している。
琉球列島では各島に普通で、ハマガギナ・スナザサなどの方言名がある。ハマゴウやグンバイヒルガオなどと共に見られ、よく広がって群落を作る。植物生態学の立場からは、沖縄の海岸ではクロイワザサ-スナヅル群落というのが認められ、これは海側のハマニガナ-ハマボウフウ群落と内陸側のクサトベラ群落の間に出現する。ほぼ同じ位置がグンバイヒルガオ-ツキイゲ群落やハマゴウ群落となる場合もあり、そのどれになるかは地域の条件によって異なるらしい。
ところがなぜか「原色日本植物図鑑」にも「日本の野生植物」にも、さらには「日本イネ科植物図譜」にも掲載してもらっていないかわいそうな植物である。学名はインド洋の植物について研究したフランスの植物学者であるルイ＝マリー・オーベール・デュプティ＝トゥアール(L. A. du Petit-Thouars)にちなむものである。
和名は沖縄の動植物を研究した黒岩恒に因んでいる。

## 分類
クロイワザサ属(Thuarea)は一属一種の単型属である。
なお、ツキイゲ属は見かけは全然違うが、小穂の基本的な構造、雌雄異花であること、花序の基部の苞（総苞）が発達すること、海浜植物であることなど共通点が多い。いずれも海浜植物としての特殊な適応が目立つが、その方向が全く異なる点はおもしろいところである。